# Civique populaire
Civique populaire (en italien : Civica Popolare, abrégé en CP) est une coalition de partis politiques italiens centristes. Elle est dirigée par Beatrice Lorenzin, ministre de la Santé depuis 2013 et membre de l'Alternative populaire (AP).

## Création
La liste participe aux élections générales 2018 au sein de la coalition de centre-gauche, groupée autour du Parti démocrate avec Ensemble (groupement auquel appartient notamment le Parti socialiste italien) et le parti social-libéral +Europa.
Le symbole de la coalition est une pivoine stylisée, le nom de son dirigeant, Lorenzin, et les logos de l'Italie des valeurs, des Centristes pour l'Europe, l' Union pour le Trentin, L'Italie est populaire et l'Alternative populaire. La coalition comprend également Démocratie solidaire, Italie populaire et l'Union populaire chrétienne, bien que leur logo n’apparaissent pas dans le symbole de la coalition.

## Composition

### Principaux membres
| Partie                   | Idéologie principale  | Dirigeant              |
| ------------------------ | --------------------- | ---------------------- |
| Alternative populaire    | Centrisme             | Beatrice Lorenzin      |
| Italie des valeurs       | Populisme             | Ignazio Messina        |
| Centristes pour l'Europe | Démocratie chrétienne | Pier Ferdinando Casini |
| Démocratie solidaire     | Gauche chrétienne     | Lorenzo Dellai         |
| Union pour le Trentin    | Régionalisme          | Lorenzo Dellai         |
| L'Italie est populaire   | Démocratie chrétienne | Giuseppe De Mita       |

### Les autres membres
| Partie                     | Idéologie principale  | Dirigeant         |
| -------------------------- | --------------------- | ----------------- |
| Union populaire chrétienne | Démocratie chrétienne | Antonio Satta     |
| Italie populaire           | Démocratie chrétienne | Alberto Monticone |

## Résultats électoraux

### Parlement Italien
| Élection | Voix    | %    | Sièges  | +/– | Dirigeant         |
| -------- | ------- | ---- | ------- | --- | ----------------- |
| 2018     | 177 825 | 0,54 | 0 / 630 | –   | Beatrice Lorenzin |

| Élection | Voix    | %    | Sièges  | +/– | Dirigeant         |
| -------- | ------- | ---- | ------- | --- | ----------------- |
| 2018     | 157.205 | 0,52 | 0 / 315 | –   | Beatrice Lorenzin |